# Disn30land Af30r D30k - Best of D-A-D 30 Years 30 Hits 1984-2014
Disn30land Af30r D30k - Best of D-A-D 30 Years 30 Hits 1984-2014 er det opsamlingsalbum fra den danske rockgruppe D-A-D, der udkom den 27. januar 2014 på Mermaid Records som markering af gruppens 30 års jubilæum. Albummet indeholder 30 sange helt tilbage fra gruppens debutudgivelse, EP'en Standin' On the Never Never (1985) til deres 11. studiealbum, DIC.NII.LAN.DAFT.ERD.ARK (2011). Disn30land Af30r D30k blev i december 2014 certificeret guld for 10.000 solgte eksemplarer.

## Spor
| 1.  | "Marlboro Man"         | Standin' On the Never Never / Call of the Wild |  |
| 2.  | "Call of the Wild"     | Call of the Wild                               |  |
| 3.  | "Riding with Sue"      | Call of the Wild                               |  |
| 4.  | "It's After Dark"      | Call of the Wild                               |  |
| 5.  | "Isn't That Wild"      | D.A.D. Draws a Circle                          |  |
| 6.  | "I Won't Cut My Hair"  | D.A.D. Draws a Circle                          |  |
| 7.  | "Black Crickets"       | D.A.D. Draws a Circle                          |  |
| 8.  | "Sleeping My Day Away" | No Fuel Left for the Pilgrims                  |  |
| 9.  | "Jihad"                | No Fuel Left for the Pilgrims                  |  |
| 10. | "Point of View"        | No Fuel Left for the Pilgrims                  |  |
| 11. | "Girl Nation"          | No Fuel Left for the Pilgrims                  |  |
| 12. | "Bad Craziness"        | Riskin' It All                                 |  |
| 13. | "Grow or Pay"          | Riskin' It All                                 |  |
| 14. | "Laugh and a ½"        | Riskin' It All                                 |  |
| 15. | "Reconstrucdead"       | Helpyourselfish                                |  |

| 1.  | "Naked (But Still Strippin')" | Helpyourselfish          |  |
| 2.  | "Empty Heads"                 | Simpatico                |  |
| 3.  | "Home Alone 4"                | Simpatico                |  |
| 4.  | "Hate to Say I Told You So"   | Simpatico                |  |
| 5.  | "Everything Glows"            | Everything Glows         |  |
| 6.  | "Nineteenhundredandyesterday" | Everything Glows         |  |
| 7.  | "Something Good"              | Everything Glows         |  |
| 8.  | "Evil Twin"                   | Everything Glows         |  |
| 9.  | "Soft Dogs"                   | Soft Dogs                |  |
| 10. | "Scare Yourself"              | Scare Yourself           |  |
| 11. | "Lawrence of Surburbia"       | Scare Yourself           |  |
| 12. | "Monster Philosophy"          | Monster Philosophy       |  |
| 13. | "A New Age Moving In"         | DIC.NII.LAN.DAFT.ERD.ARK |  |
| 14. | "I Want What She's Got"       | DIC.NII.LAN.DAFT.ERD.ARK |  |
| 15. | "We All Fall Down"            | DIC.NII.LAN.DAFT.ERD.ARK |  |

## Hitlister og certificeringer
| Hitliste (2014) | Højeste placering |
| --------------- | ----------------- |
| Danmark         | 2                 |

| Hitliste (2014) | Placering |
| --------------- | --------- |
| Danmark         | 26        |

| Land (Organisation) | Certificering |
| ------------------- | ------------- |
| Danmark (IFPI)      | Guld          |